# Ижморка 2-я
Ижмо́рка 2-я — село в Ижморском районе Кемеровской области. Входит в состав Ижморского городского поселения.

## География
Центральная часть населённого пункта расположена на высоте 210 метров над уровнем моря.

## Население
По данным Всероссийской переписи населения 2010 года, в селе Ижморка 2-я проживает 493 человека (253 мужчины, 240 женщин).